# Cricket Revolution

Cricket Revolution — це спортивна багатокористувацька відеогра, розроблена пакистанською компанією Mindstorm Studios, заснована на крикеті . Гра зосереджена на системі онлайн-спільноти, яка надає гравцям детальну статистику з крикету через Інтернет, а також компонент на базі локальної мережі та офлайн. Це перша в історії відеогра, розроблена Пакистаном, яка потрапила в Steam . 

## Ігровий процес

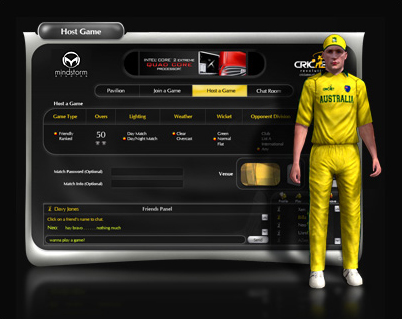
Меню заголовка

Основний режим гри передбачає онлайн-змагання через багатокористувацьку або локальну мережу, надаючи гравцям доступ до спільноти та змагальних функцій.  Він також зберігає статистику всіх гравців, дані про ефективність, а також результати виграшних матчів і подач. Потім відстежувані дані публікуються в Інтернеті в загальній таблиці лідерів і системах рейтингу. Онлайн-таблиці лідерів і картки результатів дозволяють отримати доступ до статистичних даних про бити та боулінг для всіх матчів, які вони грають протягом кожного сезону, і бачити, як вони та їхні клуби займають позиції проти інших окремих гравців і клубів-суперників. 
Існує більше 30 ударів з різними цілями залежно від того, куди йде м'яч. Постріли відтворюються натисканням клавіш зі стрілками в потрібний момент.  Подвійне натискання лівої клавіші зі стрілкою спробує відтворити різаний удар із праворуким гравцем, а натискання вниз, а потім ліворуч, відтворить прикриття. 
Cricket Revolution обертається навколо онлайн-ігор, хоча гра не знімає акценту з однокористувацького геймплея. Є три додаткові режими для одиночної гри: повна ліга десяти команд, турнір на вибування та показовий матч. У кожному з цих режимів можна грати з різною складністю та в трьох різних форматах – 10, 20 або 50 оверів для кожної сторони.  Гравцям також надаються тренування з мережевої практики для ознайомлення з грою.

## Розвиток
Mindstorm Studios спочатку оголосила, що гра буде доступна лише через Steam із запланованою датою випуску у вересні.  Однак розробники не змогли вкластися в цільову дату, заявивши, що вони працюють над деякими незначними проблемами ігрового процесу.